# 区少坤
区少坤（1953年7月2日—2023年9月17日），常被称为区伯，广东省广州市人，2000年下岗前为广州市海珠区农贸市场管理员；因监督公车私用闻名，被称为“全国监督公车私用第一人”。其主要采取的监督方式是以“广州区伯”的身份在新浪微博上曝光涉嫌公车私用的车辆，并向相关部门举报。新浪微博方面对其账号的认证信息为“广州草根明星 广州公车私用监督达人”。

## 监督公车私用
区少坤自2005年开始监督公车私用以来，累计监督的公务用车超过100台。因为监督公车私用，区少坤多次遭到辱骂、威胁、殴打甚至累及家人，其母亲住处曾被人抛洒冥币。
据媒体报道，区少坤对公车私用的监督缘于其2005年的一次经历。当时，他在广州市芳村区人民医院（今广州市荔湾区人民医院）住院，因散步时遭身着警服的人士于公务用车中对其无礼训斥，便向中共广州市纪委举报。一周后，派出所负责人电话联系区少坤，表示“公车不能私用，会让警察检讨”。他因此了解到公车不允许私用的规定，遂开始了他的公车私用监督行动。
2011年8月，区伯在参加广州某电视台的节目录制时，编导一句“区伯该开个微博”的趣话促使其在新浪微博上开设账户。2011年8月31日，区少坤与当时的中共广州市纪委书记苏志佳见面，谈论广州公车管理约半小时，并与纪委书记一同观看了用于防止公车私用的监控定位系统。
2015年5月17日，區伯在其微博上發表聲明，「看着90（歲）媽媽為我擔心而流淚，想起媽媽因我的監督而被停斷低保，看着家人因我而曹（遭）受連累，想起妻子也因我的監督而被無奈的離婚，看着其他老人在頤養晚年、帶着孫子遊遊公園，下棋打牌。區伯也是一名退休老人，也應該頤養天年。為了家人，今天區作決定向政府認錯！今後再不監督政府，請放過區伯。」（同時區伯刪除了過去半年多的微博內容，並稱自己害怕更訪的誹謗與莫須有的罪名。這兩條聲明微博翌日被區伯刪除），5月19日區伯表示「不是放異（棄）監督，是要轉變監督方法。」

## 起訴鴻茅藥酒
區伯一直患有胃腸道疾病。一次他聽信鴻茅藥酒可以治療老年性疾病及胃腸道疾病的廣告，遂於2018年4月19日在廣州的藥店購買了一支藥酒。然而服用藥酒後，他的身體感到不适。之後又於4月22日飲用後又出現了噁心、頭暈、頭痛、嘔吐等症狀，就診時被醫生告知胃腸病不能飲酒。區伯認為，鴻茅藥酒在廣告中宣傳治療腸胃病的療效，存在欺詐、誤導消費者的嫌疑，這損害了他的身體健康，違反相關法律規定。他請求法院判決，責令鴻茅藥酒公開道歉，退換購買藥酒款290元、賠償870元及醫療費54.21元。廣州市海珠區人民法院於10月23日開庭審理了案件。

## 争议

### 劳改经历
据媒体报道，区少坤曾于1974年因为女子的事情打群架，被作为主犯判了5年，1979年自广东省第三劳改队释放。对此，区少坤表示：“我不是十恶不赦，我不是奸淫掳掠，我只是好胜斗强，打群架。我年轻时候和人打架是敢动刀的，后悔啊，现在总被人翻老本。”

### 低保风波
2012年10月，广州市海珠区民政局向区少坤发出停保通知书，指其于2006年7月至2012年4月期间“在申领低保时，瞒报了家庭成员的收入，存在隐瞒实情骗取低保的行为，共计骗取低保金21252元”。区少坤对此表示： “没如实报，民政上是知情并默认的，我一度肾积水病重，他们同情我。”2013年1月，广州市海珠区民政局恢复其低保金发放。2015年3月，经《羊城晚报》记者了解，区少坤已非低保户，但可以享受低收入家庭的相关政策。而按照相关规定，低收入家庭不能像低保户一样享受政府的资金补贴，仅在住房、医疗等方面有优先政策。

### 涉嫌嫖娼事件
2015年3月26日，区少坤赴湖南省长沙市监督公车私用。期间因涉嫌以1200元的价格与赖某某进行卖淫嫖娼，被长沙警方抓获并处行政拘留5天，执行期限为3月28日至4月2日。此事被《南方都市报》报道后迅速传播，据新华网舆情监测系统显示，新闻报道《“广州区伯”因嫖娼被抓 曾称回广州上传举报视频》于2015年3月30日成为当日最热新闻事件，参与数达146685。新闻发生后，有观点质疑警方存在报复性执法的情况，有观点则认为这是“区伯道德水准的真实暴露”；但也有观点认为，其私德的高低，无碍于其监督公车私用行为的公义性。
据媒体报道，2015年3月30日，网友“长沙凌杰07”等三人赴长沙市看守所探望区少坤。据称，区少坤本人否认嫖娼之事，并宣称其被看守所剥夺了睡眠。同行的网友杜先生表示明显看出区少坤“脸和眼浮肿，左脚行动不便”。而据杜先生说，区少坤对此声称是在被警方“从派出所到拘留所之间折腾时不慎摔伤”。
2015年4月1日，长沙警方表示“该案有群众举报、现场视频资料、区某某本人及其他涉案人陈述、证人证言等，事实清楚，证据确凿”，并表示此案仅为长沙警方近期扫黄扫赌集中整治行动中一起普通的治安案件。4月2日凌晨获释，由警车开路的八部车组成车队护送离开长沙拘留所，返回广州。后区伯向记者表示根本从未嫖娼，并复述当晚经历：“她脱光了，还脱掉了我的衣服，抱住我。在这个时候，我不自觉地就搂住了她的腰。她就吻我嘴巴，我也吻她。吻了以后，她就躺下来。我不想，我喝的酒太多了。她叫我亲她。正在亲她身体的时候，房门啪地被一脚踹开了，警察冲进来了，说别动，还给拍照了。”区少坤还称，自己此次在长沙“被嫖娼”始于某陈姓老板的热情联络，并向警方和媒体公众提供了陈姓老板的电话。后经网友人肉搜索发现，此次事件中的“陈老板”有可能是长沙国保支队四大队队长陈检罗。

## 去世
2023年3月，有本地网媒援引区少坤的朋友圈及社交帐号称，其近期被查出肺癌晚期并已扩散转移至骨，现正接受化疗。
2023年9月17日晚，因病去世。次日亲属在微信朋友圈发布讣告，并希望低调处理后事。